# Pringle of Scotland
Pringle of Scotland è un'azienda britannica produttrice ed importatrice di maglieria di lusso.

## Storia
Robert Pringle fonda Pringle of Scotland nel 1815 negli Scottish Borders, e gran parte della produzione dell'azienda avviene nella fabbrica aperta da Pringle ad Hawick. Inizialmente l'azienda produceva semplicemente calzetteria e biancheria intima, e soltanto intorno al 1870 Pringle iniziò la produzione del cashmere. Otto Weisz viene nominato come primo stilista dell'azienda nel 1934. I twinset ed il caratteristico disegno Argyle furono inventati proprio sotto la direzione creativa di Weisz, che divenne estremamente ricercato fra le celebrità come Gene Simmons, Brigitte Bardot e Grace Kelly.
Nel 1967, il marchio Pringle of Scotland fu rilevato dalla Joseph Dawson (Holdings) Limited, che fu in seguito rimonimata Dawson International Plc. La compagnia perseguì un programma di espansione internazionale nei primi anni novanta, benché fu poi costretta a chiudere molti dei negozi aperti in questo periodo, a causa di un'espansione rivelatasi troppo veloce.
Per tutti gli anni ottanta e novanta l'azienda divenne celebre per l'abbigliamento sportivo, e sponsorizzò alcuni golfisti professionisti britannici come Nick Faldo e Colin Montgomerie. Nel 2000 viene venduto all'azienda di Hong Kong S.C. Fang & Sons Company, Ltd.. Viene nominata Kim Winsler nuovo presidente dell'azienda, ed il suo obiettivo diventa quello di riportare Pringle of Scotland ad essere un marchio di moda di lusso internazionale. In vista di questo nuovo tentativo di rilanciare il marchio, Pringle of Scotland sfila per la prima volta in occasione della settimana della moda di Londra.
Nel 2005, sia Kim Winser che Stuart Stockdale lasciano Pringle of Scotland, e Kenneth Fang lascia il controllo del marchio ai propri figli, Jean e Douglas Fang. In questa fase le vendite salgono a quasi 25 milioni di dollari. Claire Waight Keller viene nominata nuova direttrice creativa.
Nel 2009 il marchio ha commissionato all'artista David Shringley la produzione di un cortometraggio su Pringle of Scotland.
Pringle of Scotland è indossato da Madonna, David Beckham, Nicole Kidman, Sophie Dahl, Claudia Schiffer, Alan Partridge e dai gruppi musicali The Kooks, Dirty Pretty Things e The Twang.